# Хронологија Априлског рата 11—13. април 1941.
У периоду 11. април-13. април 1941. почело је расуло југословенске војске у Априлском рату, сукобу између сила Осовине и Краљевине Југославије у Другом светском рату.

## Ток операција

### Напад Италије и Мађарске - пад Словеније, Војводине и Хрватске
11. априла почео је напад италијанске 2. армије (и трупа из Задра) са граничног фронта према Словенији и Хрватској, наступање мађарских трупа у Бачкој и Барањи и напад немачког 41. корпуса из румунског дела Баната. Немачке и италијанске трупе су до 13. априла заузеле Војводину и Словенију, а Хрватску и западну Босну до линије Карлобаг-Госпић-Бихаћ-Костајница.

### Србија
11. априла Немци су увели у дејство у Србији 5. оклопну дивизију и 60. моторизовану дивизију ради појачања снага прве оклопне групе, која је наишла на отпор југословенске 5. и 6. армије. У напуштени Београд 12. априла увече ушле су трупе немачког 41. корпуса, а 8. оклопна дивизија и 16. моторизована дивизија упале су преко Шапца, Босанског Шамца и Босанског Брода у Србију и северну Босну.

### Оклопне јединице краљевине Југославије
Оклопне снаге краљевине Југославије уочи Априлског рата имале су 110 тенкова (56 старијих тенкова Рено ФТ-17 и 54 релативно модерна лака тенка Рено Р-35) подељених у 2 батаљона, и 8 танкета (Шкода Т-32) које су образовале Ескадрон брзих бојних кола.
Малобројне југословенске оклопне јединице биле су распоређене распарчано: тако је 1. батаљон борних кола додељен 4. армији (у Загребу), 2. батаљон био је у резерви врховне команде (код Младеновца), а Ескадрон брзих бојних кола био је у официрској школи у Земуну, ради обуке нових кадрова. Све три јединице су током априлског рата лутале без одређеног циља, па је њихов већи део морао напустити тенкове, због несташице горива, и не ступивши у борбу. Само је Ескадрон брзих борних кола код Тополе ступио 11. априла у борбу са челом немачког оклопног клина, али је за кратко време уништен.

#### Танкете против немачких тенкова
Ескадрон од 8 танкета (Шкода Т-32) је чувао земунски аеродром 6-10. априла, а затим је упућен према Нишу. Три танкете напуштене су успут због кварова (једна још у Београду), а преостале су 11. априла ступиле у борбу са Немцима код Тополе, бранећи прилаз Београду. У том окршају Немци су изгубили 3 тенка и једно оклопно возило, док је југословенска страна изгубила 3 танкете заједно са командантом ескадрона, капетаном Душаном Радовићем. Преостале 2 танкете заробљене су од Немаца у Младеновцу.

### Албанија
На скадарском правцу, Зетска дивизија била је принуђена да се повуче на реку Пронисат, где се одржала до краја рата.